# Gruvfjället
Gruvfjället är ett fjäll i Offerdals socken, Krokoms kommun, Jämtland, nära byn Olden. Gruvfjället, som är en del av Oldfjällen, är känt för den numera nedlagda silvergruvan. Gruvdriften började år 1652 och pågick periodvis fram till slutet av 1800-talet. Silvret såldes dels till kronan, dels till allmänheten.